# 甲賀農業協同組合
甲賀農業協同組合（こうかのうぎょうきょうどうくみあい）は、滋賀県甲賀市に本店を置く農業協同組合である。愛称は「ＪＡこうか」。

## 概要
- 設立：1994年（平成6年）4月[1]
- 本店所在地：滋賀県甲賀市水口町水口6111-1
- 組合員数：17,187人
- 職員数：371人

## 沿革
- 1994年4月 　 - 甲賀郡農業協同組合、甲西町農業協同組合、石部町農業協同組合が合併し甲賀郡農業協同組合が発足[1]。
- 2009年4月1日 - 名称を「甲賀農業協同組合（愛称：ＪＡこうか）」へ変更。

## イメージキャラクター
当農業協同組合・甲賀の農業・農産物のPRを目的としたイメージキャラクター「甲賀の夢丸」がいる。
信楽焼名物の「たぬき」が忍者姿で、黄金色の稲穂が実る剣を携え、特産のお茶のしっぽをもつ姿をしている。

## 事業区域
- 甲賀市
- 湖南市

## 本支店一覧
甲賀市
- 水口支所
- 伴谷支所
- 柏木支所
- 貴生川支所
- 土山支所
- 大野支所
- 甲賀支所
- 甲南支所
- 信楽支所
- 雲井支所

湖南市
- 湖南支所

- 石部支所